# Уйлаки

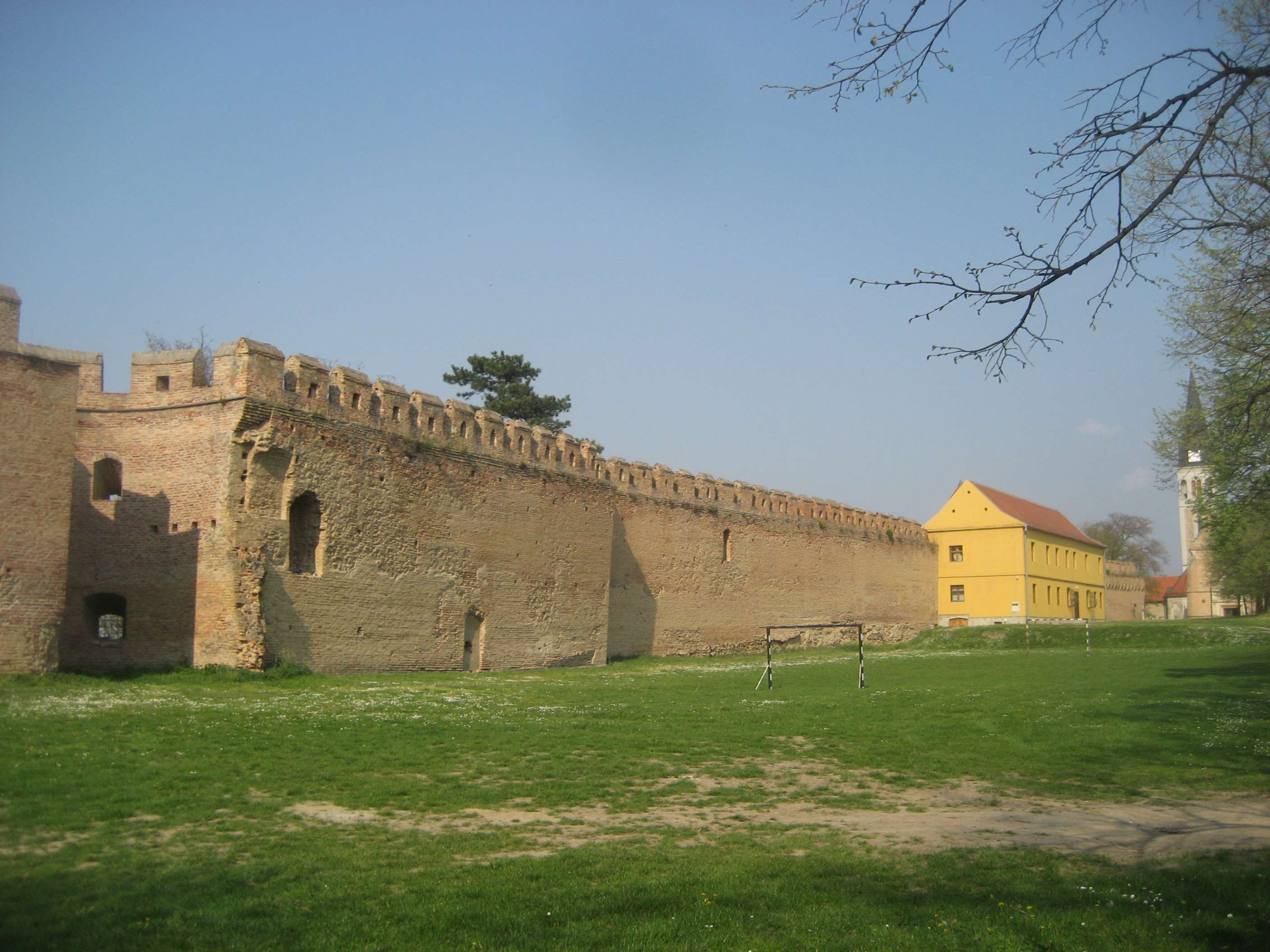
Замок Илок, резиденция семьи Уйлаки с 1364 года

Уйлаки (Илокские) (хорв. Iločki, венг. Újlaki) — знатный и влиятельный средневековый хорватско-венгерский дворянский род, который вёл своё происхождение по мужской линии от Гуга из Нижней Славонии в XIII веке.
Известные представители этой семьи занимали должности банов Хорватии, воевод Трансильвании, палатинов Венгрии, жупанов отдельных городов и округов, королевских камергеров и стольников. Один из них, Миклош Уйлаки (1410—1477), самый крупный и знаменитый член семьи, был номинальным королём Боснии с 1471 по 1477 год.

## Семья история

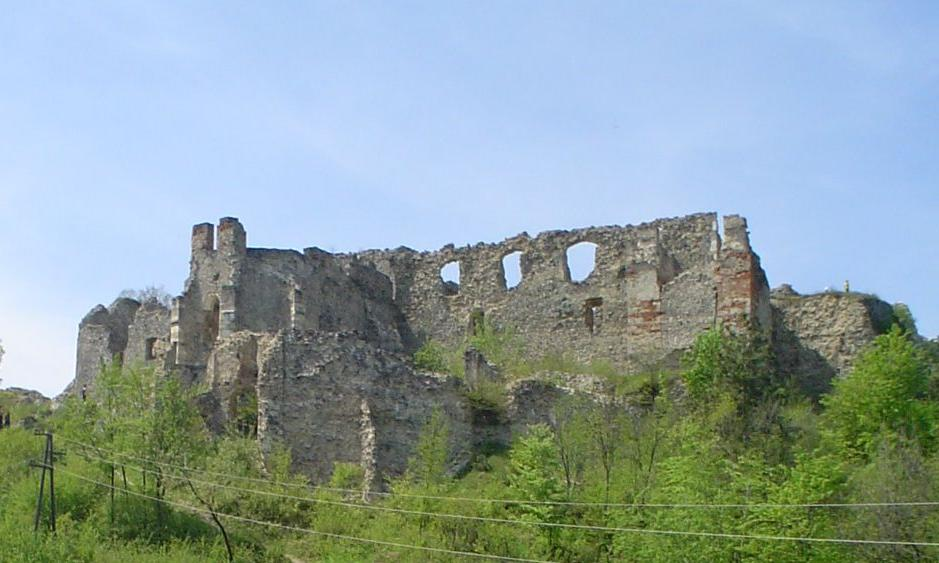
Замок Ружица, был и остается одним из крупных фортификационных сооружений в Славонии

Семья Уйлаки происходила от рода Ораховицких, владевшего городом Ораховица в средневековом округе Беловар-Крижевцы. Гуг, самый известный предок семьи, владел поместьями в районе Дубицы в Нижней Славонии, и именно поэтому историки считают, что семья Уйлаки происходит оттуда. Преемники Гуга приобрели ряд имений в Хорватии (замок Зрин, Буковица, Валево и Йошава), а также в Венгрии (Варпалота) и Словакии (Глоговец). В 1364 году венгерский король Людовик I Великий передал в наследственное владение палатину Венгрии Миклошу Конту (ум. 1367) замок Илок вместе с его округом, и таким образом Ораховицкие стали называться Илокские (Уйлаки).

## Рост семьи

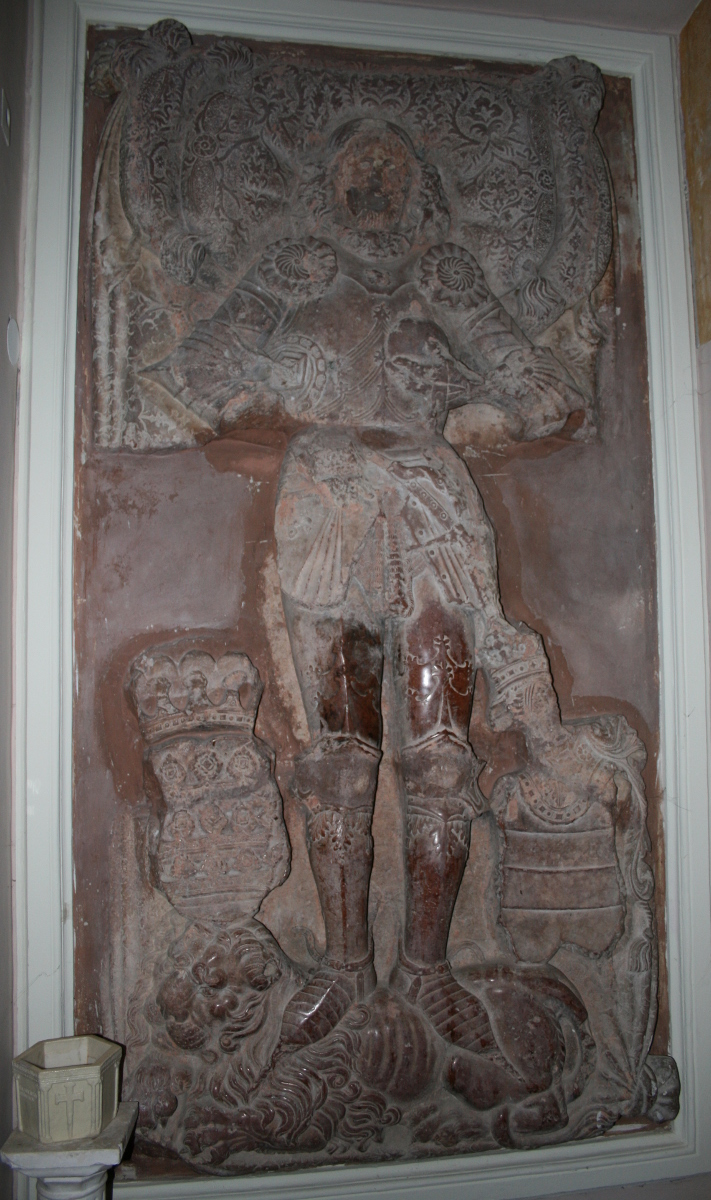
Надгробие Миклоша Уйлаки (1410—1477) в церкви Святого Иоанна Капистрана в Илоке, Хорватия

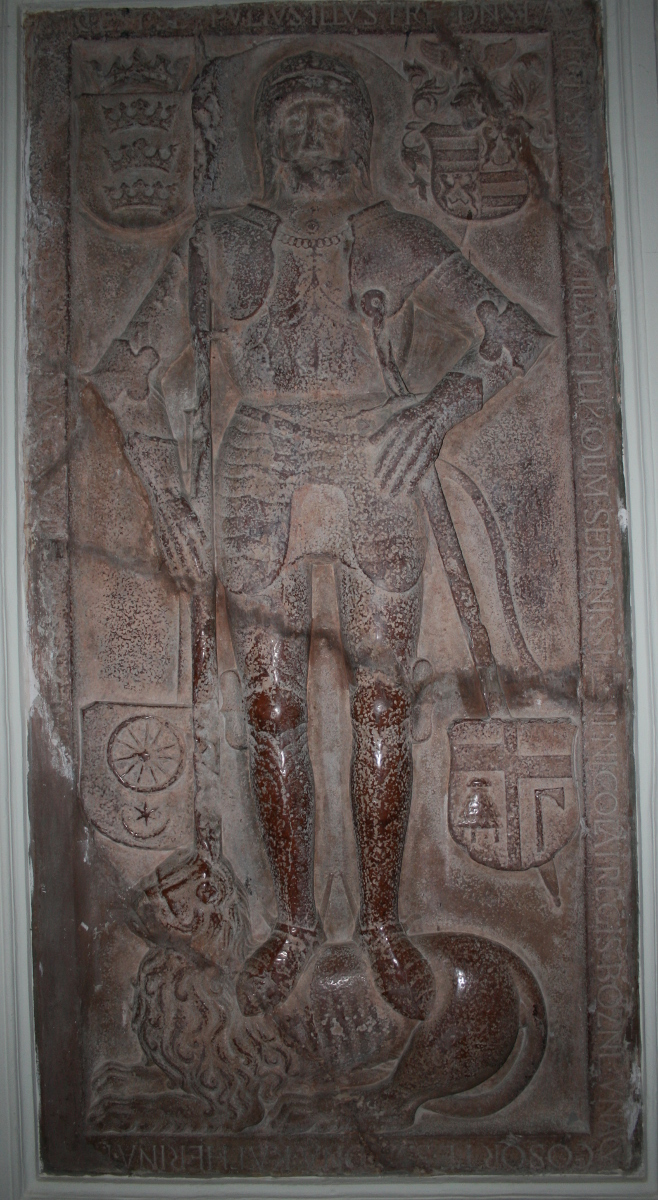
Надгробие Лёринца Уйлаки (1459—1524) в церкви Святого Иоанна Капистрана в Илоке, Хорватия

У Гуга было три сына: Янош, Гргур и Стефан. Янош впервые упоминается в 1281 году в качестве королевского комиссара, который помог Петару Пакрацу, бану Славонии, приобрести поместье на реке Илова. Его сыновья Лёринц (Ловро), Угрин, Эдьед, Яков и Янош II принимали участие в ряде военных кампаний венгерского короля Карла Роберта. Лёринц (Ловро) I (ум. 1349) был королевским знаменосцем (с 1312), каштеляном замка Шинтава (1328), жупаном (графом) Нитры (1340), Вараждина, Шопрона и Ваша. В 1344 году Лёринц был назначен королевским камергером. После его смерти в 1349 году трое его сыновей (Миклош I, Бартоломей и Лёкёш) продолжили укреплять и расширять влияние и владения семьи.
Миклош I Конт (ум. 1367), участвовал в военных кампаниях венгерского короля Людовика Великого в Италии. Во время пребывания в Италии Миклош (Николай) получил прозвище «Конт» (в переводе с итальянского Конте — граф). В середине XIV века Николай Конт стал одним из ведущих магнатов в окружении короля, получая новые титулы и владения. В 1345—1351 годах он был королевским кравчим, затем воеводой Трансильвании (1351—1356) и палатином Венгрии (1356—1367). В то же время он был жупаном (графом) в ряде округов в Хорватии и Венгрии (Шопрон, Вараждин, Ваш, Сольнок, Шариш и др.). Миклош Конт командовал венгерской армией в военных кампаниях против Боснии (1363) и Болгарии (1365).
После смерти Ласло Чака из Уйлакской (Újlaki) ветви рода Чак в 1364 году, король Людовик Великий передал город Илок в Хорватии во владение Миклошу Конту и его племяннику Ласло, сыну Лёкёша. Род Ораховицких перенёс свою резиденцию в Илок и вскоре стал именоваться Уйлаки (Илокские). Братья Миклоша, Берталан (ум. 1352) и Лёкёш (ум. 1359) служили королевскими кравчими и стольниками. После смерти Миклоша Конта в 1367 году ему наследовали его сыновья Миклош II (ум. 1397) и Берталан II (ум. 1393). Два сына Берталана, Владислав (Ласло) (ум. 1418) и Мирко (Эмерик) (ум. 1419) были банами Мачвы. Марта, дочь Мирко, стала женой Николая Франкопана (ум. 1432), бана Хорватии и Далмации, от брака с которым у неё было одиннадцать детей.

## Пик могущества и угасание
У Ласло Уйлаки (ум. 1418) было пять сыновей: Янош III, Стефан III, Миклош V, Петар и Пал. Наиболее значительным и заметным среди них был Миклош Уйлаки (1410—1477), бан Хорватии, Славонии, Мачвы и Усоры, воевода Трансильвании и номинальный король Боснии (1471—1477). Во время его правления город Илок переживал свой «золотой век».
Миклош Уйлаки жил в неспокойное время (династическая борьба и частая смена королей, постоянная угроза османской экспансии). В 1439 году после смерти короля Альбрехта Габсбурга Миклош Уйлаки стал поддерживать его вдову Елизавету Люксембургскую и её сына Ладислава Постума. В 1440 году он перешёл на сторону нового короля Венгрии и Хорватии Владислава I Ягеллона. Когда король Владислав I Ягеллон погиб в битве с турками-османами при Варне в 1444 году, Миклош стал членом королевского совета. После избрания на королевский трон Матьяша Хуньяди в 1458 году, Миклош Уйлаки, как и многие другие дворяне в королевстве, не сразу признал нового монарха, но позднее он вынужден был это сделать.
Миклош Уйлаки был дважды женат. У него было восемь детей, среди которых четверо сыновей, но только один из них, Леринц Уйлаки, пережил отца и стал его преемником. Лёринц (Ловро) III Уйлаки (1459—1524) носил титулы бана Мачвы, герцога Боснии, бана Белграда и королевского судьи. После смерти короля Матьяша Хуньяди в 1490 году Лёринц Уйлаки поддержал кандидатуру его внебрачного сына Яноша Корвина на вакантный королевский престол, но последний потерпел неудачу в борьбе за трон. Позднее Лёринц Уйлаки заключил союз с императором Священной Римской империи Максимилианом I Габсбургом, который начал борьбу против вновь избранного короля Венгрии Владислава II Ягеллона. В 1494 году Владислав (Ласло) Ягеллон организовал карательный поход против Лёринца Уйлаки, который вынужден был бежать, а его владения были конфискованы. В 1496 году Лёринц Уйлаки встретился и примирился с новым королем Владиславом Ягеллоном в городе Печ. Король вернул Лёринцу конфискованные у него владения. Несмотря на два брака, у Лёринца Уйлаки не было наследников. В 1524 году после смерти Лёринца род Уйлаки прервался, а все его владения были присоединены к венгерской короне.

## Известные члены семьи
- Лёринц I по прозвищу «Славянин» (Тот) (ум. 1349), королевский знаменосец, каштелян, ишпан и королевски камергер
- Миклош I по прозвищу «Конт» (ум. 1367), сын предыдущего, королевский кравчий, воевода Трансильвании, палатин Венгрии
- Владислав (Ласло) (ум. 1418), внук Миклоша I, бан Мачвы
- Миклош V (1410—1477), сын предыдущего, бан Хорватии, Славонии, Мачвы и Усоры, воевода Трансильвании и номинальный король Боснии
- Лёринц III (1459—1524), сын предыдущего, бан Мачвы, герцог (князь) Боснии, бан Белграда и королевский судья.